# 高知県道・愛媛県道6号高知伊予三島線
高知県道・愛媛県道6号高知伊予三島線（こうちけんどう・えひめけんどう6ごう こうちいよみしません）は、高知県高知市から愛媛県四国中央市に至る県道（主要地方道）である。

## 概要
国道33号の交点・本宮町交差点から路線が始まり、高知県土佐郡大川村大北川の山奥で県道としての区間が終わる。しかし、村道として道は続いているのでそのまま県境の大田尾越峠を越えて愛媛県方面へと進むことができる。
愛媛県側（終点側）から走行した場合、別子山発電所付近で愛媛県道47号新居浜別子山線と愛媛県道6号に分岐する。県道6号はその分岐点からしばらく走行すると県道としての区間が終わる。そのため高知県方面へ行くには、愛媛県道47号新居浜別子山線を直進して、新居浜市役所別子山支所の手前にある筏津付近から南進する市道大田尾線を利用することになる。

### 路線データ
- 起点 : 高知県高知市本宮町（本宮町交差点・国道33号交点）
- 終点 : 愛媛県四国中央市金砂町平野山（国道319号交点）
- 路線延長 : 愛媛県側 24.1 km（うち通行不能区間 1.4 km）[1]

## 歴史
- 1976年（昭和51年）4月1日 - 建設省（現・国土交通省）が主要地方道に指定。
- 1977年（昭和52年） - 高知県と愛媛県が主要県道6号高知伊予三島線を認定。
- 1992年（平成4年）4月3日 - 平野橋南交差点から三島金子交差点までの区間が一般国道319号に昇格。
- 1993年（平成5年）5月11日 - 建設省から、主要県道高知伊予三島線が高知伊予三島線として主要地方道に再指定される[2]。

## 路線状況
高知市の鏡地区を過ぎると道幅が狭くなり、離合出来ない幅の道やヘアピンカーブが連続する。愛媛県側も別子山から続く道は2車線の快走路だが、県境に近づくと道が悪くなってくる。いわゆる『険道』と呼ばれる区間がかなりの割合を占めており、車での通行は技術を要する。

### 重複区間
- 高知県道33号南国伊野線（高知県高知市鏡小浜 - 高知市鏡草峰）
- 高知県道265号大川土佐線（高知県土佐郡大川村中切 - 土佐郡大川村小松）
- 高知県道17号本川大杉線（高知県土佐郡大川村小松 地内）
- 愛媛県道126号上猿田三島線（愛媛県四国中央市富郷町豊坂 地内）

### 道路施設

#### 橋梁
- 松野大橋
- 寺野橋
- 富郷橋

#### トンネル
- 羽根鶴トンネル (284m)
- 足谷トンネル (267m)
- 富郷トンネル (254m)

### 事前通行規制区間
| 区間                                       | 延長   | 規制内容                                  |
| ------------------------------------------ | ------ | ----------------------------------------- |
| 新居浜市別子山葛龍尾・新居浜市別子山登美野 | 3.3 km | 時間雨量40 mm、連続雨量200 mmで通行止め。 |

## 地理

### 通過する自治体
- 高知県
  - 高知市
  - 吾川郡いの町
  - 土佐郡土佐町
  - 土佐郡大川村
- 愛媛県
  - 新居浜市
  - 四国中央市

### 交差する道路
| 施設名       | 接続路線名                                            | 備考 | 所在地 |
| ------------ | ----------------------------------------------------- | --- | --- |
| 本宮町交差点 | 国道33号                                              | 起点 | 高知県高知市本宮町 |
|              | 高知県道44号高知北環状線                              | 県道44号終点 | 高知県高知市鳥越北緯33度33分43.5秒 東経133度29分33.3秒 / 北緯33.562083度 東経133.492583度 |
|              | 高知県道273号大河内朝倉停車場線                       | 県道273号起点 | 高知県高知市鏡大河内北緯33度35分10.1秒 東経133度28分25.4秒 / 北緯33.586139度 東経133.473722度                                                                                                  |
| - -          | 高知県道33号南国伊野線                                | 重複区間 | 高知県高知市鏡小浜北緯33度36分8.5秒 東経133度28分18.1秒 / 北緯33.602361度 東経133.471694度 高知県高知市鏡草峰北緯33度36分15.8秒 東経133度28分0.6秒 / 北緯33.604389度 東経133.466833度          |
| - -          | 高知県道265号大川土佐線                               | 重複区間 | 高知県土佐郡大川村中切北緯33度46分27秒 東経133度28分16.7秒 / 北緯33.77417度 東経133.471306度 高知県土佐郡大川村小松北緯33度46分52.1秒 東経133度28分9.4秒 / 北緯33.781139度 東経133.469278度    |
| - -          | 高知県道17号本川大杉線                                | 重複区間 | 高知県土佐郡大川村小松北緯33度46分58.1秒 東経133度28分13.1秒 / 北緯33.782806度 東経133.470306度 高知県土佐郡大川村小松北緯33度47分4.4秒 東経133度27分44.5秒 / 北緯33.784556度 東経133.462361度 |
|              | 〈高知県側・供用区間終点〉 〈愛媛県側・供用区間起点〉 | 北緯33度49分56.2秒 東経133度24分31.6秒 / 北緯33.832278度 東経133.408778度 北緯33度50分53.4秒 東経133度23分57.2秒 / 北緯33.848167度 東経133.399222度 | 愛媛県・高知県境 |
|              | 愛媛県道47号新居浜別子山線                            | 県道47号終点 | 愛媛県新居浜市別子山北緯33度51分11.3秒 東経133度23分26.4秒 / 北緯33.853139度 東経133.390667度                                                                                                  |
|              | 愛媛県道131号別子山土居線                             | 県道131号起点 | 愛媛県新居浜市別子山北緯33度51分51.3秒 東経133度25分5.5秒 / 北緯33.864250度 東経133.418194度                                                                                                   |
| - -          | 愛媛県道126号上猿田三島線                             | 重複区間 | 愛媛県四国中央市富郷町豊坂 愛媛県四国中央市富郷町豊坂北緯33度54分25.2秒 東経133度29分59.9秒 / 北緯33.907000度 東経133.499972度                                                                 |
|              | 国道319号                                             | 終点 | 愛媛県四国中央市金砂町平野山 |

### 沿線
高知県
- 高知市
  - 鏡川
  - JR四国土讃線 高知商業前駅
  - 高知市鏡庁舎
  - 鏡村文化ステーションRIO
- 土佐郡大川村
  - 大川村役場
  - 木星館
  - 大北川渓谷
  - 早明浦ダム
  - 自然王国「白滝の里」

愛媛県
- 新居浜市
  - 別子山森林公園ゆらぎの森
- 四国中央市
  - スカイフィールド富郷
  - 富郷渓谷
  - 富郷キャンプ場
  - 富郷ダム